# メッセ弾
『メッセ弾』（メッセだん）は、テレビ東京系列局ほかで放送されたテレビ大阪製作のバラエティ番組。全176回。製作局のテレビ大阪では2006年1月13日から2009年9月18日まで放送。

## 概要
メッセンジャーの黒田有とあいはら雅一がメインを務めた深夜番組で、レギュラー番組としては2人の初の冠番組となった。ただし、司会進行役を務めたのは彼ら自身ではなく、吉本興業に所属する後輩芸人やテレビ大阪のアナウンサーなどがゲスト出演する形で務めていた。また、他にも毎回ゲストを招いていた。
出演芸人の層やロケ中心の企画・演出・編集手法が、同じくテレビ大阪製作の『吉本超合金』と似通っていたことから、この『メッセ弾』もその流れを汲んだ番組であると言える。スタジオでの収録パートもあったが、放送第3回目まではスタジオと呼べるものが全く無く、その当時はテレビ大阪本社1階にある喫茶店を借りて行われていた。企画は、当初はメイドを起用した企画がよく行われていた。また、しばしばその回でのロケ先を問題にしたクイズ企画が行われていたが、この企画で優勝しても貰える賞金はわずか1500円だった。そのあまりの低額ぶりから、番組初出演のゲスト（主に関東を拠点に活動している吉本興業所属のお笑い芸人）から失笑が漏れることもあった。
2008年からは、毎年1月1日に正月スペシャルを放送するようになった。また、同年10月からハイビジョン制作へと移行した。ハイビジョン制作への移行後も収録とオープニングアニメーションに関しては4:3サイズの標準画質映像のままだったが、2009年1月1日放送の正月スペシャルからはハイビジョンで収録が行われるようになった（ただし、その後もオープニングアニメーションはSD画質のまま）。地上デジタル放送では、SD画質の箇所においては4:3画面の両側に「Messe Dan」のロゴとメッセンジャー2人のイラストが書かれたサイドパネルが表示されていた。
番組は2009年9月18日放送分をもって終了し、約3年半にわたる放送に幕を閉じた。なお、黒田はこの番組の終了から3か月後に不祥事を起こし、以来芸能活動をしばらく自粛した。

## 出演者
- 黒田有（メッセンジャー）
- あいはら雅一（メッセンジャー）
- 赤ジャケ - 番組の進行役で、毎回メッセンジャーの後輩芸人1人が持ち回りで務めていた。真っ赤なジャケットを着ることからこう呼ばれていた。例外として、2007年3月23日放送分では先輩芸人である山崎邦正が、2007年4月からはテレビ大阪アナウンサーの藁谷麻美が務めていた。

## 主題歌

### エンディングテーマ
- 20th Century Boy （T・レックス） - 一時期使用していなかったが、2008年夏頃から再びこの曲を使うようになった。

### BGM
- BGMには、テレビ大阪でも放送されていたテレビ東京製作のアニメ『陰からマモル!』のBGMを多用していた。また、その他のアニメや特撮作品のテーマソングが何の脈絡も無く流れることがあった。

## スタッフ
- ナレーター - 野中政宏
- 企画 - 芦田順司（TVO）[1]
- 構成 - 儀賀保秀、渡邊仁、佐久間貴司、東雲信介
- AP - 大西純子
- ディレクター - 重信好輝、宮内宏輔、薄井太介
- プロデューサー - 芦田順司（TVO）[1]、原川大、薮内美賀、松永容樹（吉本興業）、尾櫃秀樹（TVO）、柴垣早智子（よしもとクリエイティブ・エージェンシー）
- 制作協力 - 吉本興業、D・クラッチ.
- 製作著作 - テレビ大阪

## 放送局
この番組はテレビ東京系列局を中心に放送されたが、キー局のテレビ東京では未放送である。
| 放送対象地域   | 放送局                 | 系列           | 放送日時 | 備考                                               |
| -------------- | ---------------------- | -------------- | --- | -------------------------------------------------- |
| 大阪府         | テレビ大阪             | テレビ東京系列 | 金曜 25:00 - 25:30 （2006年1月 - 2007年6月） 金曜 24:53 - 25:23 （2007年7月 - 2009年9月）                                                                                              | 製作局                                             |
| 福岡県         | TVQ九州放送            | テレビ東京系列 | 水曜 25:28 - 25:58 （2006年1月 - 不明） 火曜 25:53 - 26:23 （不明 - 2008年9月） 火曜 24:53 - 25:23 （2008年10月 - 2009年9月）                                                          | 11日遅れ（番組終了時）                             |
| 岡山県・香川県 | テレビせとうち         | テレビ東京系列 | 土曜 24:55 - 25:25 （不明 - 2009年10月） | 22日遅れ（番組終了時）                             |
| 北海道         | テレビ北海道           | テレビ東京系列 | 木曜 25:30 - 26:00 （2007年1月 - 2007年3月） 火曜 25:00 - 25:30 （2007年11月 - 2007年12月） 月曜 25:00 - 25:30 （2008年1月 - 2008年4月） 月曜 26:00 - 26:30 （2008年4月 - 2009年10月） | 17日遅れ（番組終了時）                             |
| 愛知県         | テレビ愛知             | テレビ東京系列 | 日曜 25:22 - 25:52 （不明 - 2007年6月） 火曜 24:58 - 25:28 （2008年7月 - 2009年9月）                                                                                                   | 11日遅れ（番組終了時）                             |
| 奈良県         | 奈良テレビ             | 独立UHF局      | 木曜 24:30 - 25:00 （2009年4月 - 2009年10月） | 48日遅れ（第150回から放送） 27日遅れ（番組終了時） |
| 日本全域       | ヨシモトファンダンゴTV | CSチャンネル   | 土曜 23:00 - 23:30 （2007年2月 - 2007年4月） 土曜 21:30 - 22:00 （2007年5月 - 2007年6月） 土曜 22:30 - 23:00 （2007年7月 - 2007年9月） 日曜 22:00 - 22:30 （2007年10月 - 2008年2月）   | 1年1か月遅れ（第55回まで放送） リピート放送有り    |

## DVD
- メッセ弾 「ある意味コワイ」爆笑トーク編（2008年1月23日発売、発売元 - よしもとアール・アンド・シー）
- メッセ弾 初ネタ演芸ショー編（2008年10月29日発売、発売元 - よしもとアール・アンド・シー）

## 備考
- プロデューサーの尾櫃秀樹が顔出し出演した最初の回はおもちゃ屋巡りをする回で、ロケ先の店で買った田中邦衛になり切れるパーティーグッズ「北海道のおじさん」を着用して映ったことから、それが以後彼の愛称になった。ところが、その北海道でのネット局・テレビ北海道が番組の放送を一旦打ち切ったことから、黒田が「もう北海道民に媚を売る必要が無くなった」と発言したり、例の愛称についても「これからは『福岡のおじさん』です」というスーパーまで出したりするという始末だった。とはいえ、その後もこの愛称は出演者・スタッフ間で通用していたようで、「脇役レストラン」の回で進行役の宮田てつじ（シャンプーハット）が尾櫃の名を出した際に黒田は「ああ、北海道のおじさんね」と発言していた。
- TVQ九州放送では5日遅れの水曜深夜に放送されていた時期があったが、後に11日遅れの火曜深夜に放送されるようになった。そのため、同局の放送エリアでは、番組が4週にわたって行っていた放送後1週間限定の「無料壁紙ダウンロードサービス」の授受に支障が出ていた。このサービスを受けるには番組内で紹介された平仮名のキーワードが必要だったが、同局では最終分のキーワードが放送された回から1週以上のラグが出来てしまい、その回が放送された時点で既に壁紙サービスの配信期間外になっていた。そのため、九州在住の視聴者は、関西在住の視聴者からパスワードを教えてもらうなど何らかの手段を講じない限りはこの壁紙をダウンロードをすることが出来なかった。